# Liste von Schoah-Liederbüchern
Dies ist eine Liste von Schoah-Liederbüchern.

## Kurzeinführung
Während der Schoah bzw. dem Holocaust wurden in den Ghettos und Konzentrationslagern des Nationalsozialismus Lieder unterschiedlicher Art gesungen, darunter Kampflieder, Partisanenlieder oder auch Lieder poetischen Inhalts, die nach dem Zweiten Weltkrieg in Liederbüchern gesammelt wurden. Die folgende Übersicht versucht, diese zu erfassen, d. h. eine Übersicht zu den jiddischsprachigen Liederbüchern mit ihrem darin veröffentlichten Repertoire zu geben. Der Schwerpunkt liegt auf zeitnah nach dem Ende des Zweiten Weltkriegs erschienenen Publikationen, die zwischen 1945 und 1949 zur Veröffentlichung vorbereitet wurden.
Die 1948 in New York veröffentlichte Anthologie Lider fun di getos un lagern (Lieder aus den Ghettos und Lagern) des einflussreichen Wilnaer Liedersammlers Shmerke Kaczerginski (1908–1954) beispielsweise stellt eine wichtige Quelle für die Forschung auf dem Gebiet der jüdischen Volks- und Populärmusik der Zeit des Holocaust dar.
Der Musikwissenschaftler Bret Werb hat sich in jüngerer Zeit um die Erforschung verdient gemacht. Er nennt diese Art von Liedern die „gesungene Folklore“ der nationalsozialistischen Ghettos und Lager („the „sung folklore“ of the Nazi ghettos and camps“).

## Liederbücher
Die folgende Übersicht erhebt keinen Anspruch auf Aktualität oder Vollständigkeit:
- Mi-ma'amakim: folkslider fun lagers un getos in poyln 1939-1944[5] (Aus der Tiefe: Volkslieder aus den Lagern und Ghettos in Polen, 1939–1944).[6] Yehuda Ayzman, Veröffentlicht in Bukarest. Juni 1945. (deutsch)
- Zamlung fun katset un geto lider (Anthologie von Liedern und Gedichten aus den Konzentrationslagern und Ghettos). Von Sami Feder. Gedruckt 1946 im Displaced Persons Camp in Bergen-Belsen als Teil der Zeitung Undzer Shtime (Unsere Stimme).
- S'brent (Es brennt). Alle 15 Lieder wurden von Mordecai Gebirtig (1877–1942) geschrieben. Veröffentlicht 1946 von der Jüdischen Historischen Kommission von Krakau.
- Lider Fun Bialistoker Geto (Lieder aus dem Ghetto von Białystok). 1947. Veröffentlicht vom Bialystok-Komitee in Paris. Zusammengestellt von Izaak Rybalowski[7].
- Ghetto- und KZ.-Lieder aus Lettland and Litauen. 1947 Veröffentlicht vom American Joint Distribution Committee. Zusammengestellt von Johanna Spector (1915–2008).[8]
- Undzer Gezang.[9] Veröffentlicht von Shmerke Kaczerginski.  Warschau 1947. 29 Lieder.
- Dos gezang fun Vilner Geto.[10] Zusammengestellt von Shmerke Kaczerginski. Veröffentlicht vom Farband fun Vilner Yidn in Frankraykh (Verband Wilnaer Juden in Frankreich). Enthält 37 der bekanntesten Lieder aus dem Ghetto Wilna.
- Zog nisht keynmol az du geyst dem letstn veg (Sag niemals, dass du den letzten Weg gehst). Veröffentlicht von Shmerke Kaczerginski oder Hirsch Glik, 1947. Warschau.[11]
- Umkum fun der yidisher Kovne (Zerstörung des jüdischen Kovno).[12] Joseph Gar, München 1948, Farband Fun Litvishe Yidn in Der Amerikaner Zone in Daytshlond. 400-seitige Sonderausgabe der Displaced-Persons-Zeitung mit dem Titel Undzer Veg (Unser Weg).
- Fun letstn khurbn (Von der Letzten Zerstörung). Veröffentlicht von Israel Kaplan (1902–2003).
- Songs of the concentration camps: from the repertoire of Emma Schaver (1905-2003) (Lieder der Konzentrationslager: aus dem Repertoire von Emma Schaver (1905–2003)). 1949. Arrangiert von Lazar Weiner.[13]
- Min Hametzar: me-shirei ha-getaot (In Bedrängnis: Lieder aus den Ghettos). Konzipiert von Ernst Hurwitz[14] (1914–1996). Das erste Schoah-Liederbuch, das in Israel veröffentlicht wurde, es erschien 1949.
- Tsu zingen un tsu zogn (Zu singen und zu rezitieren). Selbstverlag von Reuben Lipschitz[15] (1918–1975) in München 1949.
- Yidishe folks-shafung in di teg fun der groyse foterlandisher milkhome (Jüdische Volksschöpfungen in den Tagen des Großen Vaterländischen Krieges). Verfasst von Moshe Beregovski[16] (1892–1961)[17] in Zusammenarbeit mit dem Linguisten Reuven Lerner.